# JACK Audio Connection Kit
JACK （JACK Audio Connection Kit 的递归缩写）是一个专业级的声音服务（守护进程），它為声音和MIDI数据提供实时的、低延时的连接，有關的程式使用JACK的API。
它是由保羅·戴維斯（他凭着这项工作赢得了2004年的开源奖）带领的一个开源社区开发。自从2002年初以来一直是Linux下的关键的基础设施和事实上的专业音频软件标准。这个服务是在GNU GPL协议下的开源软件，它的库則採用更宽松的GNU LGPL协议。

## 实现
JACK 能使用ALSA、PortAudio、CoreAudio、FFADO和OSS作为硬件层的后端。此外，还有一个虚拟的驱动（当不需要声音输出时是很有用的，例如离线渲染）和一个通过UDP协议的音频驱动（Audio-over-UDP driver）。它可以运行在Linux、 Mac OS X、 Solaris、 Windows、 FreeBSD、 OpenBSD 和 NetBSD上。JACK的API被标准化，并且存在两种可融合的实现：jack1，由简单的C实现并且已经维护了一段时间；至于jack2（原来的jackdmp），由Stéphane Letz领导的用C++重写的实现，jack2在积极开发中，目标是支持多处理器和对其它非Linux操作系统。

## 低延时调度
JACK为达到足够的低延时的调度要求是目前Linux 2.6 内核的实时操作系统优化的动力。Linux 2.6 内核最初的延时表现和老的2.4内核对比是让人失望的。实时操作系统的调整工作已经在众多的对主线内核和一个对2.6.24版本的插入优化的 -rt分支中的调度调整中达到顶峰，最后成为一个CONFIG_PREEMPT_RT（配置优先）补丁。

## 外部連結
- 官方网站*（页面存档备份，存于）
- Linux日志 （页面存档备份，存于）
- 连接到OSX和Windows二进制文件的Jackdmp
- 支持JACK的软件列表（页面存档备份，存于）
- 其他关于JACK的文章 (只有PDF)